# Game Center
Game Center este o aplicație lansată de Apple care permite utilizatorilor să joace și să-și provoace prietenii să joace jocuri online sociale sau multiplayer online. Jocurile pot acum partaja funcționalitate multiplayer între versiunile Mac și iOS ale aplicației.
Game Center poate fi implementat de la iOS 4.1 sau o versiune ulterioară și Mac OS X 10.8 sau o versiune ulterioară, prin cadrul GameKit. Game Center este disponibil pe iPod Touch a doua generație și versiune ulterioară (iOS 4.1 sau versiuni ulterioare); iPhone 3GS și versiuni ulterioare (iOS 4.1 sau versiuni ulterioare); toate modelele iPad (iOS 4.2 sau versiuni superioare); Mac care rulează OS X 10.8 Mountain Lion sau o versiune ulterioară, Apple TV 4 rulează TVOS și Apple Watch rulează watchOS 3. 

## Istorie
Jocurile au devenit o parte majoră a platformei iOS atunci când Apple a lansat App Store în 10 iulie 2008. Spre deosebire de sistemele de consolă care erau în prezent pe piață, Apple nu avea un sistem multiplayer și social unificat pentru platforma lor. Acest decalaj a fost curând completat de către terți, precum OpenFeint, Plus, AGON Online și Scoreloop. Acești terți aveau controlul asupra mediului de jocuri online, care au lăsat o experiență neunificată. 
Game Center a fost anunțat în cadrul unui eveniment de previzualizare iOS 4 găzduit de Apple la 8 aprilie 2010. O previzualizare a fost lansată dezvoltatorilor Apple înregistrați în august. A fost lansat pe 8 septembrie 2010 cu iOS 4.1 pe iPhone 4, iPhone 3GS și iPod Touch a doua generație până la a 4-a generație și este inclus cu iOS 4.2 pe iPad.
O versiune actualizată a Game Center a fost lansată cu iOS 5 care conținea adăugarea de jocuri, fotografii ale jucătorilor, sugestii ale prietenilor și puncte de realizare. Actualizarea iOS 6 a adăugat provocări, o modalitate prin care jucătorii pot provoca alți jucători să bată scorurile clasamentului sau.
Începând cu 13 iunie 2016, aplicația a fost eliminată din iOS 10 și macOS Sierra; cu toate acestea, serviciul există încă.